# Landstigningsfartyg

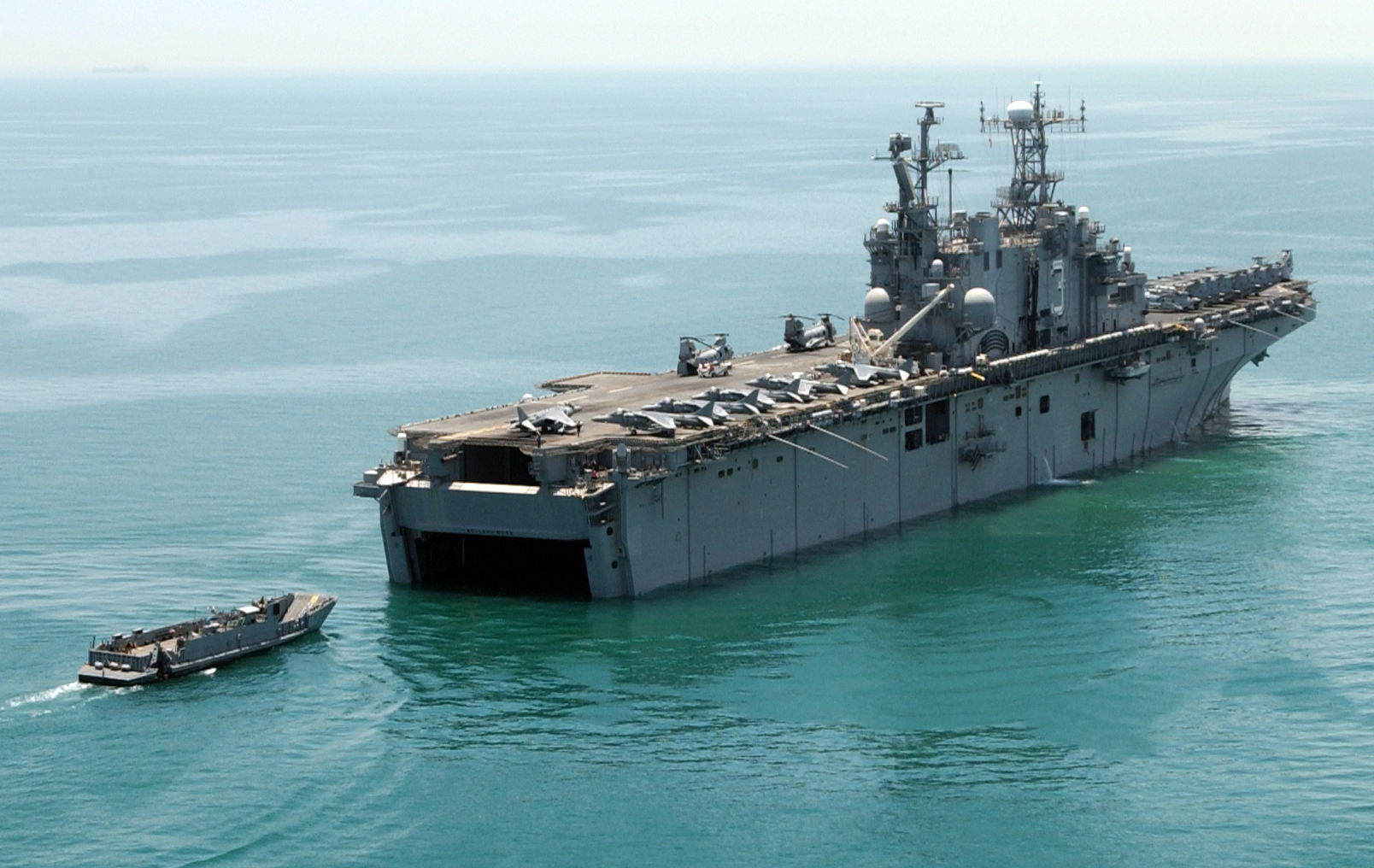
Landstigningsfartyg på väg att ta ombord en landstigningsbåt

Landstigningsfartyg, örlogsfartyg avsett för att landsätta trupp och utrustning. Det finns tre huvudtyper.
- En typ har portar i stäven varifrån fordon kan köra ut på stranden alternativt ut i vattnet för att simma i land.
- En typ har ett lastutrymme som är torrt under transporten till landstigningsområdet men som kan sättas under vatten så att båtar och amfibiefordon kan sjösättas eller tas ombord. Denna typ har oftast sin port i aktern.
- En typ som har ett flygdäck från vilket trupp och materiel kan landsättas med helikopter.

Moderna landstigningsfartyg är ofta utformade för att landsätta trupp både med hjälp av helikoptrar och med landstigningsbåtar, svävare eller amfibiefordon.
Landstigningsfartyg är beväpnade för att skydda sig själva och kan vara beväpnade för att bekämpa fienden i land i samband med landstigningen.